# Oceanijsko prvenstvo u košarci 1995.
Oceanijsko prvenstvo u košarci 1995. bilo je dvanaesto izdanje ovog natjecanja. Igralo se u Sydneyu od 18. do 22. lipnja. Pobjednik se kvalificirao na OI 1996.

## Turnir
| 1. momčad   | Ishod    | 2. momčad      |
| ----------- | -------- | -------------- |
| Australija  | 141 : 49 | Američka Samoa |
| Novi Zeland | 94 : 65  | Američka Samoa |
| Australija  | 107 : 88 | Novi Zeland    |

| 1. momčad  | Ishod    | 2. momčad   |
| ---------- | -------- | ----------- |
| Australija | 102 : 62 | Novi Zeland |

| Pobjednici Oceanijskog košarkaškog prvenstva 1995. |
| AUSTRALIJA Dvanaesti naslov                        |